# Witte Hull
Witte Hull is een natuurgebied en landgoed aan de Krakelingweg 25 in Zeist. Het wordt begrensd door het Laantje Zonder Eind en het Laantje van Hagens. Samen met de Kozakkenput en De Krakeling vormt het een aaneengesloten natuurgebied.
De naam Witte Hull is mogelijk een verwijzing naar het witte duinzand in combinatie met hull als heuvel. Het oorspronkelijke heidegebied werd in de loop van de negentiende eeuw tot bosgebied.
In de negentiende eeuw was het gebied in bezit van de familie Van Loon. In 1906 kocht Wilco Pieter van Notten (Amsterdam 1874-Westminster, Oranje Vrijstaat, Zuid-Afrika 1952) een dennenbos van ruim 7 hectare aan de Krakelingweg. Hij liet er een villa bouwen van twintig vertrekken, een tuinmanswoning en een koetshuis. Enkele jaren lang werd op het terrein een kuikenschuur met broed- en stookkelder gebouwd voor de Nederlandse Hoenderfokkerij in Zeist. In 1936 liet Hester 's Jacob de oude villa afbreken en de eerste steen leggen voor een nieuwe villa Witte Hull achter de oude locatie, een eind verder van de Krakelingweg. Het voormalige koetshuis aan de Krakelingweg 37 bleef bewaard, evenals de oude kuikenschuur.
In 1935 werd de Vereniging voor Verpleging van Zorgbehoevenden en Herstellenden eigenaar. Doel van deze vereniging was het voorbereiden van jongeren op het gebied van tuinbouw en weverij. In 1946 kocht de Stichting "de Zeemanspot" het landgoed van 12 hectare. Er werd een vakantieverblijf gevestigd voor door oorlogshandelingen getroffen zeelieden en nabestaanden. Van 1946 tot 1964 was De Witte Hull in gebruik als vakantieoord en werd nadien een dependance van Dennendal. In 1976 werd Witte Hull eigendom van Arta Verslavingszorg, een leefgemeenschap op antroposofische basis.

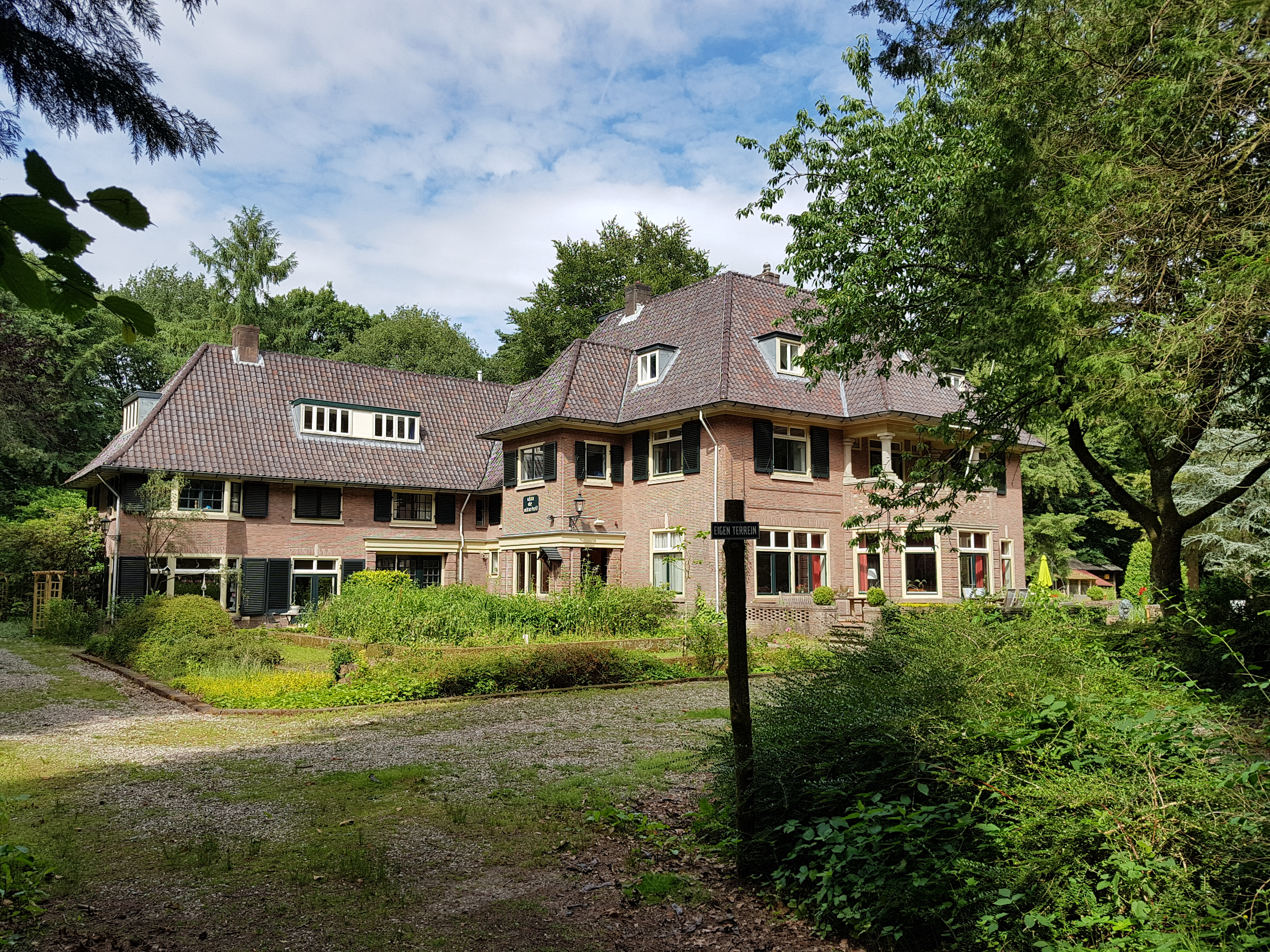
villa De Witte Hull

Amerongse Bos
· Amerongse Bovenpolder
· Landgoed Beerschoten
· Beukenburg
· Biltse Duinen
· Birkhoven
· Blauwe Kamer
· Blikkenburg
· Bloeidaal
· Bornia
· Bosch en Duin
· Breeveen
· Broekerbos
· Buitenplaatsen Driebergseweg
· Dartheide
· Elster Buitenwaarden
· Grebbeberg
· Heidestein
· Hoge Ginkel
· Hooge Kampse Plas
· Hoog Moersbergen
· Houdringe
· Juliusput
· Kasteelbos Renswoude
· De Kievit
· Kooilust
· Kozakkenput
· De Krakeling
· Laarsenberg
· De Leyen
· Lockhorsterbos
· Lunenburgerwaard
· Maartensdijkse Bos
· Middelwaard
· Moersbergen
· Niënhof
· Noordhout
· Okkersbos
· Oostbroek
· Over-Holland
· Palmerswaard
· De Paltz
· Panbos
· Plantage Willem III
· Pleinesbos
· De Pol
· Ridderoordse Bos
· Sandenburg
· Sandwijck
· De Schammer
· Stameren
· Landgoed Stoutenburg
· Viaanse Bos
· Viaanse polders en uiterwaarden
· Vikinghof
· Park Vliegbasis Soesterberg
· Vijverbos
· Vijverhof
· Voordorpse polder
· Willem Arntszbos
· Witte Hull
· De Woerd
· Wulperhorst
· Zeisterbos